# Halichoeres kallochroma
Halichoeres kallochroma là một loài cá biển thuộc chi Halichoeres trong họ Cá bàng chài. Loài này được mô tả lần đầu tiên vào năm 1853.

## Từ nguyên
Từ định danh kallochroma được ghép bởi hai âm tiết trong tiếng Hy Lạp cổ đại: kállos (κάλλος; "xinh đẹp") và khrôma (χρῶμα; "màu sắc"), vì loài này được mô tả là "một loài cá đẹp rất dễ nhận biết bởi màu sắc rất nổi bật của nó" (bản dịch).

## Phạm vi phân bố và môi trường sống
H. kallochroma được phân bố ở biển Andaman (dọc theo bờ biển Thái Lan); bờ tây đảo Sumatra và ngoài khơi tỉnh Tây Papua (Indonesia).
H. kallochroma sống trên nền đáy hỗn hợp đá vụn và tảo gần các rạn san hô viền bờ hoặc trong thảm cỏ biển ở độ sâu đến ít nhất là 10 m.

## Mô tả
H. kallochroma có chiều dài cơ thể lớn nhất được ghi nhận là 12 cm. Cá đực có màu xanh lục với các đường sọc vàng dọc theo chiều dài cơ thể. Vây đuôi có nhiều vệt sọc màu xanh lam và được viền xanh óng ở rìa. Đầu có các vệt sọc và đốm màu xanh lam. Cá cái có màu xanh lam xám với các đường sọc vàng như cá đực. Có đốm đen viền trắng xanh giữa vây lưng và đốm khác tương tự trên cuống đuôi. Mõm vàng. Vây đuôi trong suốt.
Số gai ở vây lưng: 9; Số gai ở vây hậu môn: 3; Số gai ở vây bụng: 1; Số tia vây ở vây bụng: 5.

## Thương mại
H. kallochroma tuy được đánh bắt trong các hoạt động buôn bán cá cảnh nhưng không phải loài được nhắm mục tiêu.